# エヴェン・ホヴランド
エヴェン・ホヴランド（Even Hovland 、1989年2月14日 - ）は、ノルウェー・ソグン・オ・フィヨーラネ県ヴァドハイム出身のプロサッカー選手。元ノルウェー代表。BKヘッケン所属。ポジションは、ディフェンダー。

## クラブ経歴
ソグナル・フトボール在籍時、マンチェスター・ユナイテッドFCのトライアルに参加したが、契約には至らなかった。
UEFAチャンピオンズリーグ 2012-13予選3回戦・FCバーゼル戦でウォーミングアップ中に膝を負傷、そのままシーズンを棒に振った。
2014年6月、1.FCニュルンベルクに移籍。
2017年9月11日、ソグナル・フトボールに復帰。
2018年4月4日、ローゼンボリBKに3年半契約で移籍。
2021年12月28日、BKヘッケンに2年契約で移籍。

## 代表歴
2012年1月のデンマーク戦で初キャップ。

## タイトル
モルデ
- ティッペリーガエン : 2回 (2012, 2014)
- ノルウェー・カップ : 2回 (2013, 2014)

ローゼンボリ
- エリテセリエン : 1回 (2018)

BKヘッケン
- アルスヴェンスカン : 1回 (2022)